# Hemigryllus sharovi
Hemigryllus sharovi är en insektsart som beskrevs av Andrej Vasiljevitj Gorochov 1996. Hemigryllus sharovi ingår i släktet Hemigryllus och familjen syrsor. Inga underarter finns listade i Catalogue of Life.